# Aeroportul Waterford
Aeroportul Waterford (IATA: WAT, ICAO: EIWF) este un aeroport din Drumcannon⁠(d), Gaultier (barony)⁠(d), Comitatul Waterford, Munster⁠(d), Irlanda ce deservește zona Waterford. Aeroportul a fost tranzitat în 2018 de 0 pasageri. A fost deschis în 1981 și numit după zona deservită.
Situat la o altitudine de 36 m, aeroportul dispune de 1 pistă.

## Infrastructură

### Piste
Aeroportul dispune de o singură pistă. Pista are orientarea 03/21. 